# Cyclophyllum vieillardii
Cyclophyllum vieillardii är en måreväxtart som först beskrevs av Henri Ernest Baillon, och fick sitt nu gällande namn av André Guillaumin. Cyclophyllum vieillardii ingår i släktet Cyclophyllum och familjen måreväxter.
Artens utbredningsområde är Nya Kaledonien. Inga underarter finns listade i Catalogue of Life.